# Tichon Alexandrowitsch Rabotnow

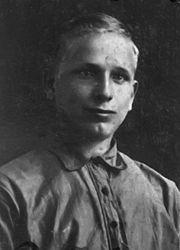
Tichon Alexandrowitsch Rabotnow, 1940

Tichon Alexandrowitsch Rabotnow (russisch Тихон Александрович Работнов, wiss. Transliteration Tichon Aleksandrovič Rabotnov, auch englisch transkribiert Tikhon Alexandrovich Rabotnov; * 6. August 1904 in Jaroslawl, Russisches Kaiserreich; † 16. September 2000) war ein russischer Geobotaniker und Universitätsprofessor.

## Leben und Wirken
Rabotnow studierte an der Landwirtschaftlichen Abteilung der Universität Jaroslawl und schloss sein Studium dort 1924 ab. Anschließend arbeitete er am staatlichen Institut für Grünlandforschung in Moskau. In dieser Zeit erforschte er Grünlandgesellschaften unter anderem in Jakutien und Zentralrussland, wo er Methoden zur Grünlandbewirtschaftung entwickelte und zahlreiche Erkenntnisse zur Autökologie und Biologie von Grünlandpflanzen gewann.
Für seine wissenschaftlichen Leistungen wurde er zum Dr. h. c. ernannt (1936) und erhielt 1950 den Titel eines Professors. Zudem wurde er mit dem Leninorden sowie 1960 mit dem Staatspreis der UdSSR ausgezeichnet.
In seinem Werk „Ziznennyi cikl mnogoletnich travyanistych rastenij v lugovych cenozach“ (engl.: „The life cycle of perennial plants in meadow communities“), das 1950 erschien, stellte er seine neue Methode der Vegetationsanalyse dar, die allerdings von den westeuropäischen Vegetationskundlern lange ignoriert wurde.
Die österreichischen Geobotaniker Walter Larcher und Erich Hübl gaben sein Lehrbuch unter dem Titel Phytozönologie: Struktur und Dynamik natürlicher Ökosysteme 1992 heraus.

## Werke
- The life cycle of perennial herbaceous plants in meadow communities. Trudy BIN AN SSSR. Ser. Geobot. 6: 7-197. 1950 (in Russisch).
- Peculurities of the structure of polydominant meadow communities. Vegetatio 13: 109-116. 1966.
- On coenopoulations of perennial herbaceous plants in natural coenoses. Vegetatio 19: 87-95. 1969.
- Consortia, the importance of their study for phyto-coenology. Folia Geobot. Phytotax. 7: 1-8. 1972.
- Phytocoenology. 2nd ed. Izd. Moskva Univ., Moskva. 1983 (in Russisch).
- Meadow science. 2nd ed. Izd. Moskva Univ., Moskva. 1984 (in Russisch).
- Dynamics of plant coenotic populations. In: White. J. (ed.) The population structure of vegetation, pp. 121-178. Junk, Dordrecht. 1985.
- Phytocoenology. 3nd ed. Izd. Moskva Univ., Moskva. 1992 (in Russisch).
- The history of phytocoenology. Izd. „Argus“, Moskva. 1995 (in Russisch).
- Experimental phytocoenology. Izd. Moskva Univ. Moskva. 1998 (in Russisch).
- Phytozönologie: Struktur und Dynamik natürlicher Ökosysteme. 243 S. 1992 Ulmer Verlag, Stuttgart (in Deutsch).

| Personendaten    | Personendaten |
| ---------------- | --- |
| NAME             | Rabotnow, Tichon Alexandrowitsch |
| ALTERNATIVNAMEN  | Работнов, Тихон Александрович (russisch); Rabotnov, Tichon Aleksandrovič (wissenschaftliche Transliteration); Rabotnov, Tikhon Alexandrovich (englische Transkription) |
| KURZBESCHREIBUNG | russischer Geobotaniker und Universitätsprofessor |
| GEBURTSDATUM     | 6. August 1904 |
| GEBURTSORT       | Jaroslawl, Russisches Kaiserreich |
| STERBEDATUM      | 16. September 2000 |